# シスト
シスト（英: cyst）とは、（生物学）生物体が作る被嚢・嚢子・包嚢のこと。動物、植物、菌類いずれであれ、生活史の一部で、一時的に小さな細胞体や幼生が厚い膜を被って休眠状態に入ったような状態になるときに、それをさして言う言葉である。被嚢・嚢子・包嚢などと訳される。単細胞の場合も、多細胞の場合もある。環境の悪化に対して一時的に形成するものもあれば、生活環の上で必ず形成されるものもある。類似の語にオーシスト、スポロシストもある。
以下にいくつかの例を挙げる。
卵菌類の遊走子の場合
ミズカビは、菌糸の先端に遊走子のうを形成する。遊走子のうから泳ぎ出た遊走子は、何かに触れてそこで被嚢し、シストとなる。しばらくするとそこから再び遊走子が泳ぎだし、基質上で発芽をする。シストになる前の遊走子を一次遊走子、シストから泳ぎ出た遊走子を二次遊走子という。
線虫の例
ジャガイモシストセンチュウは雌が卵を持って死に、自身の体表が硬くなって卵を包む膜となる。これをシストと呼ぶ。